# Vláda Karla von Hohenwarta

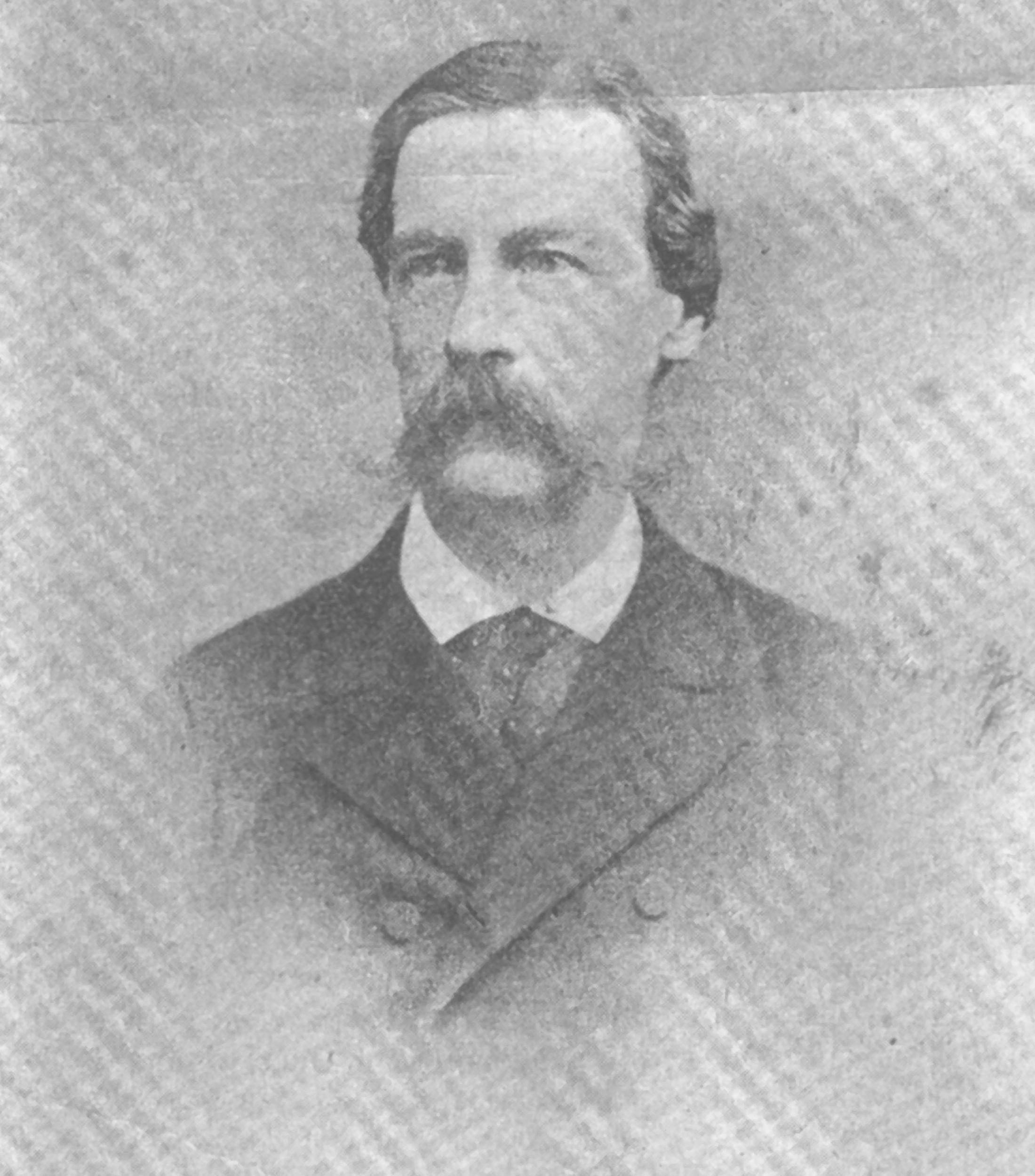
Ministerský předseda Karl Sigmund von Hohenwart

Vláda Karla von Hohenwarta byla předlitavská vláda, úřadující od 6. února do 30. října 1871. Vládu sestavil Karl Sigmund von Hohenwart poté, co vláda Alfreda von Potockého neuspěla ve snaze přesvědčit české liberály ke vstupu do říšské rady. Hohenwartova vláda dokázala s českými liberály vyjednat dohodu v podobě fundamentálních článků, císař ji však na podnět ministra zahraničí Ferdinanda von Beusta odmítl. Kvůli tomuto rozhodnutí pak český zemský sněm opět odmítl obeslat poslaneckou sněmovnu říšské rady a Hohenwart podal 27. října demisi. Novou vládu Ludwiga von Holzgethana císař jmenoval 30. října 1871.

## Složení vlády
| Resort                              | Ministr                    | Nástup do funkce | Konec funkce   |
| ----------------------------------- | -------------------------- | ---------------- | -------------- |
| ministerský předseda                | Karl Sigmund von Hohenwart | 6. února 1871    | 30. října 1871 |
| ministr zemědělství                 | Albert Schäffle            | 6. února 1871    | 30. října 1871 |
| ministr obchodu                     | Albert Schäffle            | 6. února 1871    | 30. října 1871 |
| ministr kultu a vyučování           | Josef Jireček              | 6. února 1871    | 30. října 1871 |
| ministr financí                     | Ludwig von Holzgethan      | 6. února 1871    | 30. října 1871 |
| ministr vnitra                      | Karl Sigmund von Hohenwart | 6. února 1871    | 30. října 1871 |
| ministr spravedlnosti               | Karel Habětínek            | 6. února 1871    | 30. října 1871 |
| ministr zeměbrany                   | Heinrich von Scholl        | 6. února 1871    | 30. října 1871 |
| ministr pro haličské záležitosti    | Kazimierz Grocholski       | 6. února 1871    | 30. října 1871 |
| společní ministři Rakouska-Uherska: |                            |                  |                |
| * ministr zahraničí                 | Ferdinand von Beust        | 6. února 1871    | 30. října 1871 |
| * ministr války                     | Franz Kuhn von Kuhnenfeld  | 6. února 1871    | 30. října 1871 |
| * ministr financí                   | Menyhért Lónyay            | 6. února 1871    | 30. října 1871 |